# سرطان كماني قلمي
سرطان كماني قلمي (الاسم العلمي:Uca stylifera) هو نوع من الحيوانات يتبع جنس السرطان الكماني من فصيلة السرطانات الشبحية.